# Yoduro de cianógeno
El yoduro de cianógeno, CNI, es un pseudohalógeno compuesto de yodo y el grupo cianuro. Es tóxico, y se produce en forma de cristales blancos que se funden a 146−147 °C. Reacciona lentamente con agua para formar cianuro de hidrógeno. La síntesis del ICN es relativamente fácil de usar I2 y el NaCN en agua helada con extracción consiguiente de éter.
I2 + NaCN → NaI + ICN